# Eduard von Oriola
Pour les articles homonymes, voir Oriola.
Eduard Ernst Lobo da Silveira comte von Oriola (né le 20 avril 1809 à Stockholm et mort le 20 octobre 1862 à Breslau) est un lieutenant général prussien.

## Biographie
Il fait partie de la famille des comtes prussiens von Oriola et le second fils du diplomate portugais Joaquim José Lobo da Silveira (de) (1772-1846) et de son épouse Sophia Amalie, née Murray de la maison d'Atholl (1787-1862). En 1822, son père est élevé au rang de comte prussien sous le nom de Joaquim von Oriola. Son frère est le diplomate Alphonse Heinrich von Oriola (de) (1812-1863).

### Carrière militaire
Après sa formation dans le corps des cadets de Berlin, Oriola est intégré le 5 avril 1826 comme sous-lieutenant au 1er régiment de dragons de la Garde de l'armée prussienne. Pour une formation complémentaire, il est diplômé de l'école générale de Guerre en 1829/32. En août 1837, accompagné du général Friedrich zu Dohna-Schlobitten, Oriola participe aux exercices de l'armée française à Compiègne et est promu premier lieutenant l'année suivante. En avril 1839, il est affecté à l'état-major général du 8e corps d'armée. Avec la promotion au grade de capitaine le 30 mars 1840, Oriola est transféré au Grand État-Major général. Nommé chambellan le 14 mars 1842, Oriola est commandé en 1842/43 pour accompagner le prince Adalbert de Prusse et entreprend avec lui un voyage au Brésil. Sur ordre du roi Frédéric-Guillaume IV, il remet l'ordre de l'Aigle noir à l'empereur Pierre II.
En 1844/46, Oriola est commandée pour accompagner le prince Waldemar de Prusse (de) lors de son voyage en Inde. Ils visitent l'Himalaya et le Tibet. En Inde britannique, ils se sont retrouvés au milieu de la première guerre anglo-sikhe et participe aux combats aux côtés des Anglais. En reconnaissance de sa bravoure et de sa prudence, notamment lors de la bataille de Ferozeshah (de), Oriola est décoré de l'ordre Pour le Mérite à son retour le 18 décembre 1846. Promu entre-temps au grade de major, il reprend d'abord du service au sein du grand état-major général. Commandé d'avril à juillet 1848 pour servir en tant que adjudant de Frédéric-Guillaume IV, il est avec le roi sur le théâtre de la première guerre de Schleswig. Le 14 octobre 1848, Oriola retourne au service des troupes et rejoint le régiment de dragons de la Garde en tant qu'officier d'état-major titulaire. Il est brièvement chef de ce régiment de fin novembre 1850 à mi-février 1851. Le 11 mars 1852, Oriola est nommé commandant du 7e régiment de hussards à Bonn et dans cette position, il est promu lieutenant-colonel le 23 mars 1852 et colonel le 13 juillet 1854. Du 30 octobre 1856 au 1er juillet 1857, il commande la 5e brigade de cavalerie et ensuite la 2e brigade de cavalerie de la Garde. Entre-temps, le 4 décembre 1856, Oriola est mis à la suite du 7e régiment de hussards. Le 22 mai 1858, il est promu major général et le 19 novembre 1859, il reçoit le commandement de la 1re brigade de cavalerie de la Garde. Enfin, le 1er juillet 1860, Oriola est chargé du commandement de la 11e division d'infanterie et est nommé commandant de division le 24 juillet 1861. C'est à ce poste qu'il est promu lieutenant-général le 18 octobre 1861. Pour ses longues années de service, Oriola est décoré le 14 novembre 1861 de l'étoile de l'ordre de l'Aigle rouge de 2e classe avec épées sur l'anneau. Par ailleurs, il a reçu au cours de sa carrière militaire, entre autres, la Grand-Croix de l'ordre de la Couronne de chêne, la croix de commandeur de 2e classe de l'ordre d'Henri le Lion et de l'ordre de Sainte-Anne de 2e classe.
Il décède dans l'exercice de ses fonctions le 20 octobre 1862 d'une crise cardiaque à Breslau.

### Famille
Le 28 juin 1853, Oriola se marie avec Maximiliane von Arnim (1818–1894) à Wiepersdorf. Elle est la fille du couple de poètes Achim et Bettina von Arnim. Les enfants suivants sont nés de ce mariage :
- Waldemar Joachim Freimund (de) (1854-1910) marié en 1880 avec Anna Maria Berna, née Christ (1846-1915)
- Armgard Bettina Sophie (né le 15 juin 1856 à Bonn et mort en 1938) mariée en 1881 avec Albert Eperjesy von Szászváros und Tóti (1848–1916)
- Joachim Roderich Salvator (1858–1907), attaché naval prussien et membre du tribunal militaire impérial, marié en 1905 avec Maria comtesse von Hartmann (1880–1951)
- Dolores Marie Luise (née le 30 janvier 1859 à Berlin et morte le 22 décembre 1912 à Teupitz )
- Roderich Deodat Wilhelm Albert Eduard (né le 3 septembre 1860 à Berlin et mort le 17 décembre 1911), capitaine de cavalerie prussien marié en :
  - 1884 avec Irene comtesse von Flemming (1864–1946), divorcée en 1895
  - 1902 avec Maya von Karass (1880–1945)